# Severnaja verf
Severnaja verf (rusko Северная верфь, Severna ladjedelnica, prej Ladjedelnica št. 190) je velika ladjedelnica v Sankt Peterburgu v Rusiji, ki izdeluje vojne in civilne ladje. Ustanovljena je bila konec 19. stol. kot podružnica ladjedelnice Putilova. V času ZSSR je bila znana kot Ladjedelnica št. 190 Andreja Aleksandroviča Ždanova, od leta 1989 pa ima ponovno prvotno ime. Glavna dejavnost ladjedelnice je izvoz na azijske trge, predvsem v Indijo, Vietnam in na Kitajsko.
Ladjedelnica je bila ustanovljena leta 1912 z imenom Putilovska ladjedelnica. Nahajala se je v bližini glavne tovarne Putilova in je izdelovala manjše vojne ladje do velikosti rušilca ter civilne ladje za državo (vlačilci).
V času ZSSR je ladjedelnica gradila podmornice razredov Ščuka in Maljutka ter sestavne dele za podmornice razreda Srednjaja, ki so bile sestavljene v Vladivostoku.
Med obleganjem Leningrada je izpolnjevala nujna naročila za fronto. Izdelovala je artilerijo, dele za tanke, granate za artilerijo in mortarje in številne druge proizvode za kopenske sile in vojno mornarico. Po drugi svetovni vojni je bila obnovljena in se je specializirala za večje ladje do velikosti križarke.
Ladjedelnica trenutno gradi fregate razreda Admiral Gorškov (2 ladji, 6 v gradnji) in korvete razreda Steregušči (5 ladij, 7 v gradnji), pred tem pa je gradila raketne rušilce razredov Fregat (4 ladje) in Sarič (21 ladij).
Od junija 2020 je direktor podjetja Igor Anatoljevič Orlov.